# 네덜란드의 경제
네덜란드의 경제는 세계은행과 국제 통화 기금에 따르면 2021년에 세계에서 17번째로 크다. 그것의 1인당 GDP는 2019/20 회계 연도에 약 57,101 달러로 추정되었고, 이것은 세계에서 가장 수입이 많은 국가 중 하나가 되었다. 1996년과 2000년 사이에 연간 경제 성장률(GDP)은 평균 4%를 넘어 당시 유럽 평균인 2.5%를 훨씬 웃돌았다. 2000년대 초반 경기 침체의 일환으로 2001년~2005년에는 성장이 상당히 둔화되었다. 하지만 2006년과 2007년은 연 3~4%의 경제성장을 보였다. 네덜란드 경제는 2007-2008년 세계 금융 위기와 그에 따른 유럽 국가채무 위기로 인해 상당한 타격을 받았다.
네덜란드는 우물이 발견된 1959년 이래로 꾸준한 천연가스 자원을 가지고 있었다. 현재 네덜란드는 유럽 연합의 모든 천연가스 매장량의 25% 이상을 차지하고 있다. 이후 수십 년 동안, 천연가스의 판매는 네덜란드에 상당한 수익 증가를 가져왔다. 하지만, 그 나라의 에너지 부의 예측하지 못한 결과는 원래 거대한 흐로닝언 가스전의 발견 이후 네덜란드병 이론으로 이어지면서 경제의 다른 부문들의 경쟁력에 영향을 끼쳤다.
네덜란드는 대외 무역에 크게 의존하는 번영하고 개방된 경제를 가지고 있다. 경제는 안정된 산업 관계, 상당히 낮은 실업률과 인플레이션, 상당한 경상수지 흑자(독일보다 훨씬 더 많다)와 유럽 교통 허브로서의 중요한 역할로 유명하다. 로테르담은 유럽에서 가장 큰 항구이며 암스테르담에는 세계에서 가장 큰 공항 중 하나가 있다. 산업 활동은 주로 식품 가공, 화학, 석유 정제, 첨단 기술, 금융 서비스, 창조 부문 및 전기 기계 분야에서 이루어진다. 고도로 기계화된 농업 부문은 노동력의 2%를 넘지 않지만 식품 가공 산업과 수출에 큰 흑자를 제공한다. 네덜란드는 2002년 1월 1일부터 유럽 연합의 11개 파트너와 함께 유로화를 유통하기 시작했다.
엄격한 금융 정책은 2009년 당시 신용 위기 때문에 포기되었다. 비교적 규모가 큰 은행 부문은 부분적으로 국유화되어 정부의 개입을 통해 구제되었다. 2011년 여름 실업률은 5.0%까지 떨어졌으나 2013년 5월 7.3%, 2015년 6.8%로 급격히 증가했다. 그것은 2018년 3월에 3.9%로 다시 떨어졌다. 2015년 주 예산 적자는 약 2.2%로 EU 기준인 3.0%를 크게 밑돌았고, 2016년 주 예산은 0.4%의 흑자를 나타냈다. 2017년에는 1.0% 이상의 흑자로 성장할 것으로 예상되었다.  역사적으로, 네덜란드는 주식 시장을 도입하고 발명했는데, 처음에는 네덜란드 동인도 회사를 통한 상품 거래에 초점을 맞췄다. 네덜란드는 유럽 연합, OECD, 세계무역기구의 창립 회원국이다.

## 역사
1581년 스페인의 펠리페 2세 제국으로부터 독립을 선언한 후, 네덜란드는 거의 한 세기의 폭발적인 경제 성장을 경험했다. 네덜란드로 도망친 플랜더스의 개신교 무역상들 덕분에 조선과 무역 지식과 자본의 기술 혁명은 17세기 중반까지 젊은 공화국이 지배적인 무역 강국이 되도록 도왔다. 1670년 네덜란드 상선은 총 568,000톤의 선적량을 기록했는데, 이는 유럽의 절반 수준이다. 그 주된 이유는 유럽 무역에서 암스테르담 엔트레포트, 그리고 네덜란드 동인도 회사와 네덜란드 서인도 회사가 대륙간 무역에서 우위를 점했기 때문이다. 특이한 점은 동인도 회사가 최초의 다국적 기업이고, 그것의 주식은 세계 최초 중 하나인 암스테르담 증권 거래소에서 거래되었다는 것이다. 무역 외에도, 초기의 "산업 혁명"(바람, 물과 이탄에 의해 추진됨), 바다로부터의 토지 개간, 그리고 농업 혁명은 네덜란드 경제가 17세기 중반까지 유럽에서 최고 수준의 생활 수준을 달성하도록 도왔다. 풍요로움은 네덜란드 황금시대로 알려진 것을 가능하게 했다. 이러한 경제 호황은 1670년경 정치적-군사적 격변과 불리한 경제 발전의 조합으로 갑자기 끝이 났다. 그러나 네덜란드는 무역과 농업으로 인해 높은 수준의 번영을 유지했다.
1800년대까지 네덜란드는 유럽의 몇몇 다른 나라들처럼 빠르게 산업화되지 않았다. 이에 대한 한 가지 설명은 네덜란드가 그들의 지배적인 경제적(주로 무역과 농업에 바탕을 둔)과 세계에서의 정치적 위치를 잃는 것을 받아들이기 위해 고군분투하고 있었다는 것이다. 그리피스는 정부 정책이 19세기에 통일된 네덜란드 국민 경제를 가능하게 했다고 주장한다. 그들은 내부 관세와 길드의 폐지, 통일된 화폐 제도, 현대적인 세금 징수 방법, 표준화된 무게와 측정, 그리고 많은 도로, 운하, 그리고 철도의 건설을 포함했다.
19세기 유럽의 나머지 국가들은 네덜란드가 현대 중산층 산업사회로 점진적으로 변화하고 있다. 농업에 종사하는 사람들의 수는 감소했고 한국은 경쟁이 치열한 산업과 무역 사업에 대한 그것의 지분을 되살리기 위해 영웅적인 노력을 했다. 네덜란드는 산업화에서 19세기 후반까지 벨기에에 뒤쳐졌다가 1920년경에 따라잡혔다. 주요 산업에는 섬유와 (나중에) 위대한 필립스 산업 대기업이 포함되었다. 로테르담은 주요 해운 및 제조 중심지가 되었다. 빈곤은 서서히 감소했고 구걸은 인구의 노동조건 개선과 함께 대부분 사라졌다.
1959년 이래로, 네덜란드는 큰 천연가스전을 발견했다. 천연가스의 수출은 큰 횡재 이익을 가져왔다. 그러나 예상치 못한 결과로, 이것들은 네덜란드의 제조업 부문의 하락으로 이어진 것으로 여겨졌다.

## 정부
민간 부문이 네덜란드 경제의 초석이지만, 다른 수준의 정부들이 해야 할 역할이 크다. 2011년 사회보장 이전 지급을 제외한 공공지출은 GDP의 28%였다. 총 세수는 2010년 국내총생산의 38.7%로 EU 평균에 못 미쳤다. 그 자체의 지출 외에도, 정부는 경제 활동의 거의 모든 측면에 관련된 허가 요건과 규제를 통해 중요한 역할을 한다. 정부는 엄격하고 안정적인 미시경제 정책과 광범위한 구조 및 규제 개혁을 결합하고 있다. 정부는 1980년대 이후 점차 경제에서 그 역할을 축소해 왔다. 민영화와 규제완화는 여전히 계속되고 있다. 사회 및 경제 정책과 관련하여, 정부는 소위 사회적 파트너(노동조합 및 고용주 단체)와 협력한다. 이 세 정당은 사회적 대화를 위한 주요 발판인 사회 경제 위원회에 모인다.

## 에너지 부문

### 천연가스

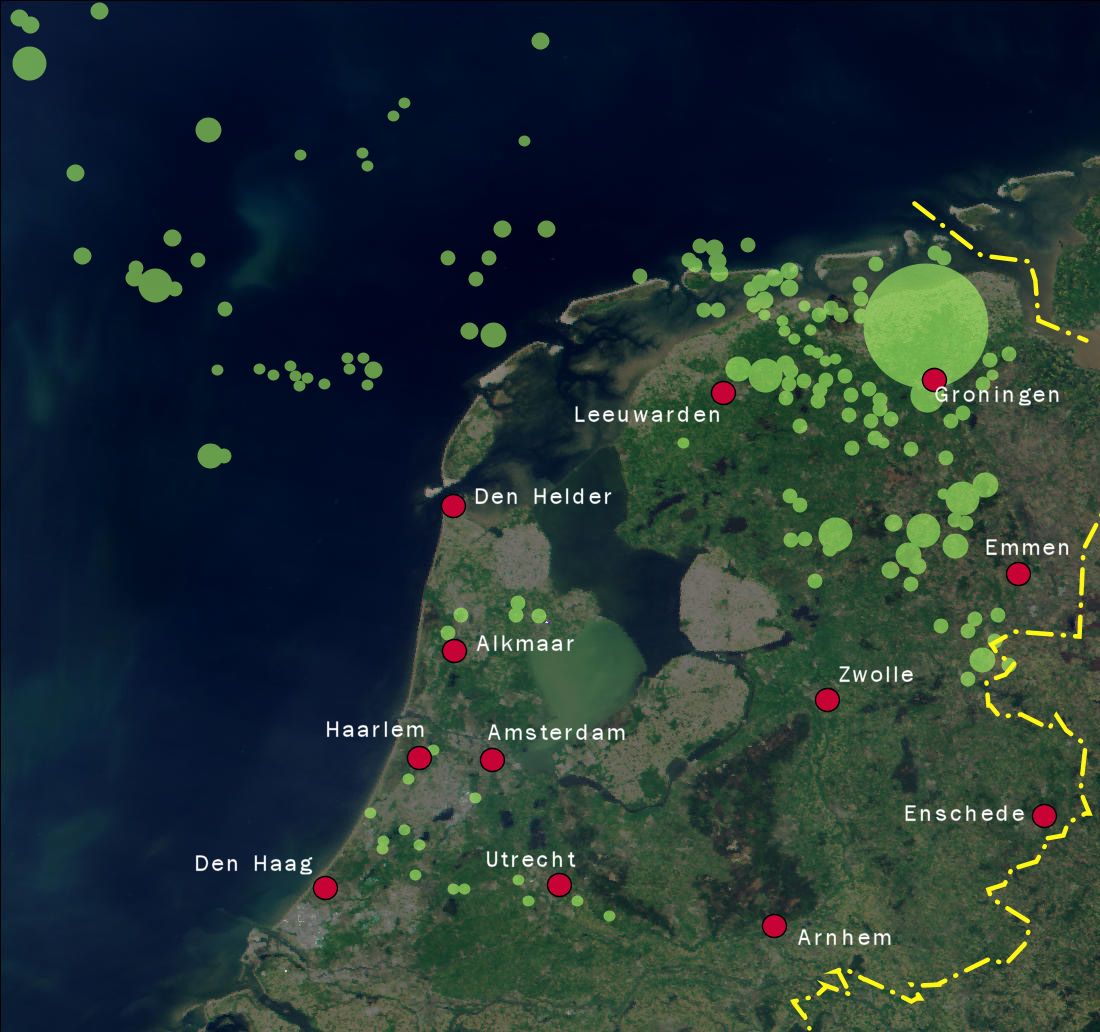
네덜란드의 천연가스 할부권, 오늘날 네덜란드는 EU의 모든 천연가스 매장량의 25% 이상을 차지하고 있다.

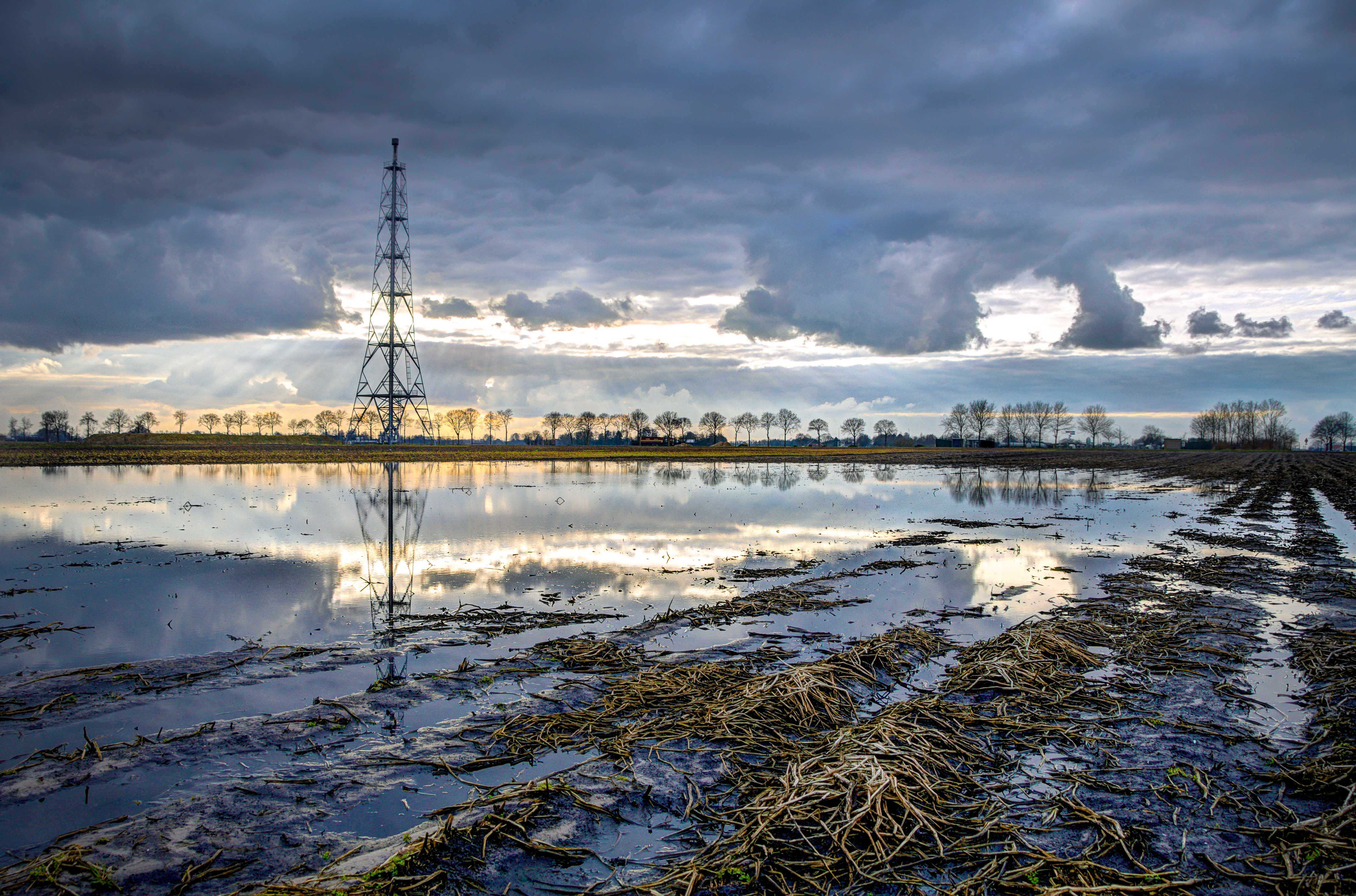
1959년 네덜란드 경제를 변화시킨 흐로닝언 천연가스전의 스테이션 윌더반크는 네덜란드병 이론으로 이어졌다.

1959년 흐로닝언 천연가스전의 발견과 이후 수십 년 동안 누적된 엄청난 횡재는 네덜란드의 제조업 부문의 하락으로 이어졌고, 네덜란드병 이론으로 이어졌다.
북해의 석유 매장량은 별로 중요하지 않지만, 네덜란드는 EU의 천연가스 매장량의 25%를 가지고 있다. 네덜란드의 천연가스 매장량은 전 세계 총량의 0.3%인 약 6천억 입방 피트로 추정된다. 2014년~2015년 정부는 침하지, 차상 침하수위, 재산피해를 유발하는 진동(소규모 대지진) 등의 문제로 흐로닝언주의 가스생산을 대폭 줄이기로 결정했으며 2018년 말 정부는 흐로닝언주의 가스생산을 전면 중단하기로 했다. 매년 생산량이 약간씩 증가하고, 생산량은 2028년에 완전히 사라질 것으로 예상된다.
네덜란드 정부는 온실가스 배출을 줄이기 위해 2050년까지 네덜란드 내 모든 가정에 천연가스를 사용하지 않는 전환에 보조금을 지급하고 있다.

## 관광업
2011년에 네덜란드는 1,130만 명의 외국인 관광객들이 방문했다. 2012년 네덜란드 관광업은 국내총생산(GDP)에 총 5.4%, 고용에 총 9.6%를 기여하였다. 국내총생산과 고용에 대한 기여도가 세계 147위와 83위로 관광업은 네덜란드 경제의 비교적 작은 부문이다. 노르트홀란트주는 2011년 외국인 관광객들에게 단연코 가장 인기 있는 지방이었다. 1,130만 명의 관광객 중, 6백만 명이 노르트홀란트주를 방문했다. 자위트홀란트주는 140만 명으로 2위를 차지했다. 독일인, 영국인, 벨기에인이 외국인 관광객의 대다수를 차지했는데, 각각 3, 150만, 140만 명이었다. 2020년 기준으로, 네덜란드에는 9개의 세계유산이 있다. 네덜란드는 예술과 풍부한 역사적 유산으로 잘 알려져 있다.